# Reilly Walsh
Reilly Walsh, född 21 april 1999, är en amerikansk professionell ishockeyback som är kontrakterad till New Jersey Devils i National Hockey League (NHL) och spelar för Utica Comets i American Hockey League (AHL).
Han har tidigare spelat för Binghamton Devils i AHL; Harvard Crimson i National Collegiate Athletic Association (NCAA) samt Tri-City Storm och Chicago Steel i United States Hockey League (USHL).
Walsh draftades av New Jersey Devils i tredje rundan i 2017 års draft som 81:a spelare totalt.
Han är son till Mike Walsh, som spelade själv i NHL mellan 1987 och 1989.

## Statistik
| 2013–2014   | Proctor Hornets        |             | 31  | 7  | 20 | 27 | 18 | — | — | — | — | — |
| 2014–2015   | Proctor Hornets        |             | 35  | 13 | 32 | 45 | 38 | — | — | — | — | — |
| 2015–2016   | Proctor Hornets        |             | 26  | 14 | 26 | 40 | —  | — | — | — | — | — |
|             | U.S. National U17 Team |             | 9   | 3  | 3  | 6  | 4  | — | — | — | — | — |
|             | Tri-City Storm         | USHL        | 2   | 1  | 1  | 2  | 0  | — | — | — | — | — |
|             | NV River Rats          |             | 5   | 0  | 0  | 0  | 0  | — | — | — | — | — |
| 2016–2017   | Proctor Hornets        |             | 30  | 30 | 39 | 69 | —  | — | — | — | — | — |
|             | Chicago Steel          | USHL        | 24  | 2  | 8  | 10 | 12 | — | — | — | — | — |
| 2017–2018   | Harvard Crimson        | NCAA        | 33  | 7  | 13 | 20 | 16 | — | — | — | — | — |
| 2018–2019   | Harvard Crimson        | NCAA        | 33  | 12 | 19 | 31 | 12 | — | — | — | — | — |
| 2019–2020   | Harvard Crimson        | NCAA        | 30  | 8  | 19 | 27 | 8  | — | — | — | — | — |
| 2020–2021   | Binghamton Devils      | AHL         | 33  | 5  | 10 | 15 | 12 | — | — | — | — | — |
| 2021–2022   | New Jersey Devils      | NHL         | 1   | 0  | 1  | 1  | 0  | — | — | — | — | — |
|             | Utica Comets           | AHL         | 69  | 9  | 34 | 43 | 16 | — | — | — | — | — |
| NHL totalt  | NHL totalt             | NHL totalt  | 1   | 0  | 1  | 1  | 0  | — | — | — | — | — |
| AHL totalt  | AHL totalt             | AHL totalt  | 102 | 14 | 44 | 58 | 28 | — | — | — | — | — |
| NCAA totalt | NCAA totalt            | NCAA totalt | 96  | 27 | 51 | 78 | 36 | — | — | — | — | — |
| USHL totalt | USHL totalt            | USHL totalt | 26  | 3  | 9  | 12 | 12 | — | — | — | — | — |

### Internationellt
| Källa: Uppdaterad: 2022-04-27 | Källa: Uppdaterad: 2022-04-27 | Källa: Uppdaterad: 2022-04-27 |         | Utv = Utvisningsminuter | Utv = Utvisningsminuter | Utv = Utvisningsminuter | Utv = Utvisningsminuter | Utv = Utvisningsminuter |
| År                            | Lag                           | Mästerskap                    | Matcher | Mål                     | Assists                 | Poäng                   | Utv                     |                         |
| ----------------------------- | ----------------------------- | ----------------------------- | ------- | ----------------------- | ----------------------- | ----------------------- | ----------------------- | ----------------------- |
| 2016                          | USA                           | Ivan Hlinka                   | 5       | 0                       | 1                       | 1                       | 4                       |                         |
| Junior totalt                 | Junior totalt                 | Junior totalt                 | 5       | 0                       | 1                       | 1                       | 4                       |                         |